# Ononis striata
Ononis striata là một loài thực vật có hoa trong họ Đậu. Loài này được Gouan miêu tả khoa học đầu tiên.